# 숙취해소음료
숙취해소음료는 과음 후 숙취를 완화하기 위해 소비되는 대한민국에서 판매되는 음료이다. 일반적으로 술을 마시기 전에 섭취하며, 한국의 사회적 음주가 널리 퍼져 있기 때문에 인기가 높다. 알코올 소비는 널리 퍼져 있으며 한국 엔터테인먼트 문화의 중요한 부분에 기여한다. 알코올 섭취량을 줄이려는 노력에도 불구하고 전 세계적으로 알코올 소비가 증가하는 추세가 관찰되었다. 한국의 알코올 소비량은 연간 평균 10.2L에 달할 정도로 엄청난 양이다(김상영, 김현자, 2021). 한국의 숙취해소음료는 술을 많이 마시기 전에 마시는데, 그 성분은 간에서 생성되는 독소를 분해하고 알코올이 뇌의 신경 전달 물질에 미치는 영향을 줄여준다고 한다. 주요 성분은 먹는 배와 헛개나무와 같은 성분을 포함하여 전통 한의학에서 파생되는 경향이 있다. 일본 건포도 나무는 오랫동안 일본, 중국, 한국 의학의 일부였다.

## 효과
숙취는 과음으로 인해 발생하는 일련의 증상을 말한다. 숙취의 증상은 표현과 심각도가 다양하다. 숙취로 인해 가장 흔히 경험하는 증상은 피로(95.5%), 갈증 증가(89.1%), 졸음(87.7%), 두통(87.2%), 구강 건조(83%), 메스꺼움(81%; Penning, Mckinney, 및 Verster, 2012) 등이 있다. 숙취해소 음료에 첨가되는 성분은 알코올 흡수를 억제한다. 또한 알코올 대사를 촉진하여 혈중 알코올 농도를 감소시킨다. 또한 알코올로부터 간세포를 보호하고 위장점막 손상을 예방하며 위장점막을 도포하여 위를 보호하는 기능을 나타내는 것으로 알려져 있다. 아시아 배 주스는 효과적인 숙취 방지제이다. 다른 연구에서는 홍삼과 레몬라임 소다가 알코올을 더 빨리 대사하는 데 도움이 될 수 있다고 제안한다. 많은 한국인들은 이 제품이 위약 효과에 불과하다는 점을 인정한다. 그러나 그들은 유대감을 형성하는 경험의 일부이기 때문에 어쨌든 제품을 구입한다.

## 시장 성장
'해장하다라'는 용어는 숙취를 극복하는 연습이다. 한국에서 술을 거부하는 것은 한국사회의 예의가 아니다. 이에 한국 내 숙취해소 시장 규모도 꾸준히 커지고 있다. 1998년에는 음료 매출이 약 200억 원에 달했다. 2006년에는 600억 개가 넘었다. 한국 내 숙취해소 시장 규모는 꾸준히 성장하고 있다. 시장조사업체 링크아즈텍에 따르면 2016년 기준 숙취해소 시장 규모는 2015년 1,353억원, 2016년 1,557억원, 2017년 1,748억원으로 매년 15%씩 꾸준히 증가하고 있다. 시장 규모가 커지는 것은 음주 후 숙취 해소와 위장 보호 등을 목표로 기존 30~40대 소비자가 20대로 확산되고 있다는 점이다. 현재 CJ 헛개가 약 44%의 점유율로 선두를 달리고 있으며, 그래미의 던808이 약 32%로 뒤를 잇고 있다. 동아제약의 모닝파워는 약 14개로 3위를 차지했다.

## 같이 보기
- 한국의 술 문화
- 전통주